# Tres hombres van a morir
Tres hombres van a morir est un film espagnol coproduit par la France, réalisé par Feliciano Catalàn, sorti en 1954. 
Le film a été réalisé parallèlement en version française par René Chanas sous le titre La Patrouille des sables.

## Distribution
- Emma Penella : Héléna, la fiancée du capitaine Faviet
- Michel Auclair (sous le nom de Michael Auclair): l'ingénieur aventurier Pierre de Prémont
- Marc Cassot : le capitaine Faviet, chef des méharistes
- Fernando Sancho : Peauleguin
- Carmen Ariel
- José Toledano